# 행정상 결과제거청구권
행정상결과제거청구권 혹은 방해제거청구권은 행정법상 개념으로 행정작용의 결과로서 위법하게 남아있는 상태로 인하여 법률상의 이익을 침해받고 있는 자가 행정주체에게 그 위법한 상태를 제거해 줄 것을 청구하는 권리를 뜻한다. 공법상 결과제거청구권은 기존의 손해배상 및 행정행위의 취소소송제도의 흠결을 보완하기 위해 인정되는 제도로 법적 성질은 공권으로 보는 것이 통설이다. 공행정작용에 의해 야기된 위법한 상태의 제거를 내용으로 하는 권리이며 토지수용처분이 취소된 후에도 반환하지 않고 계속 공공용지를 사용하는 경우에 가장 효과적인 구제수단이 될 수 있다. 

## 참고 문헌
- 김철용, 행정법1, 박영사.